# Pinus subsect. Cembroides
Pinus subsect. Cembroides (англ. pinyon pine, ісп. pino piñonero) — група сосен, що росте на південному заході Північної Америки, особливо в Нью-Мексико, Аризоні та Юті. Дерева дають їстівні горіхи, які є основною їжею корінних американців і широко їдять як закуску та як інгредієнт у новомексиканській кухні. Техніка збирання врожаю доісторичних американських індіанців все ще використовується сьогодні для збору насіння для особистого використання або для комерційного використання. У горіхах або насінні багато жирів і калорій.
Деревина, особливо при спалюванні, має характерний аромат, що робить його звичайною деревиною для спалювання в чіменеях. Також відомо, що сосни цеї підсекції впливають на ґрунт, на якому вони ростуть, збільшуючи концентрацію як макроелементів, так і мікроелементів.
Відомо, що деякі з видів гібридизуються, найбільш помітними з них є P. quadrifolia з P. monophylla та P. edulis з P. monophylla.
Pinus edulis є офіційним деревом штату Нью-Мексико.

## Види
Було виявлено, що генетична диференціація Pinus subsect. Cembroides пов’язана з травоїдністю комах і стресом навколишнього середовища. Є вісім видів Pinus subsect. Cembroides:
- Pinus cembroides
- Pinus orizabensis
- Pinus johannis (у т. ч. P. discolor)
- Pinus culminicola
- Pinus remota
- Pinus edulis
- Pinus monophylla
- Pinus quadrifolia (у т. ч. P. juarezensis).

## Галерея

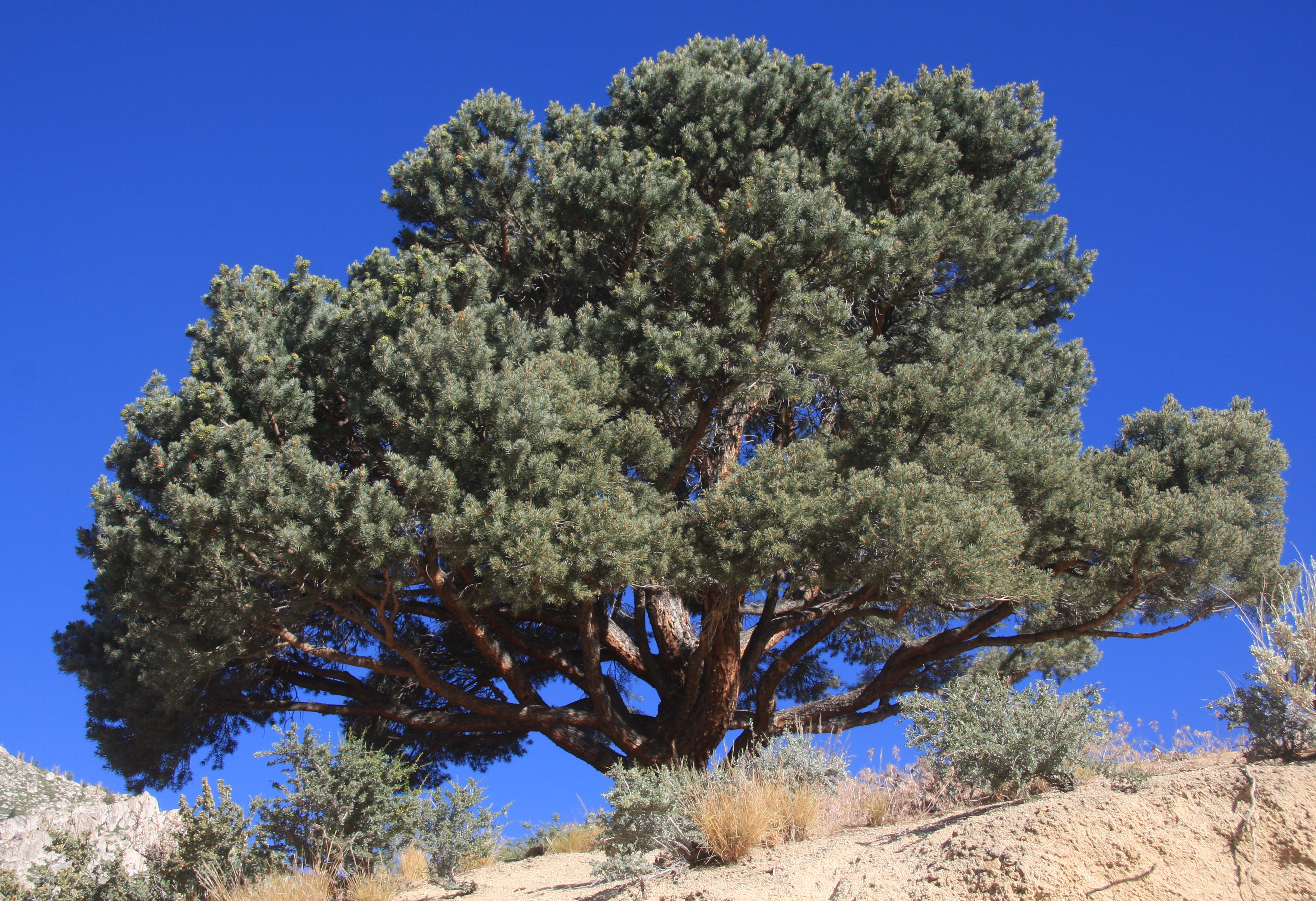
Pinus monophylla з округу Моно, Каліфорнія. Низький зріст і округла крона характерні для Pinus subsect. Cembroides
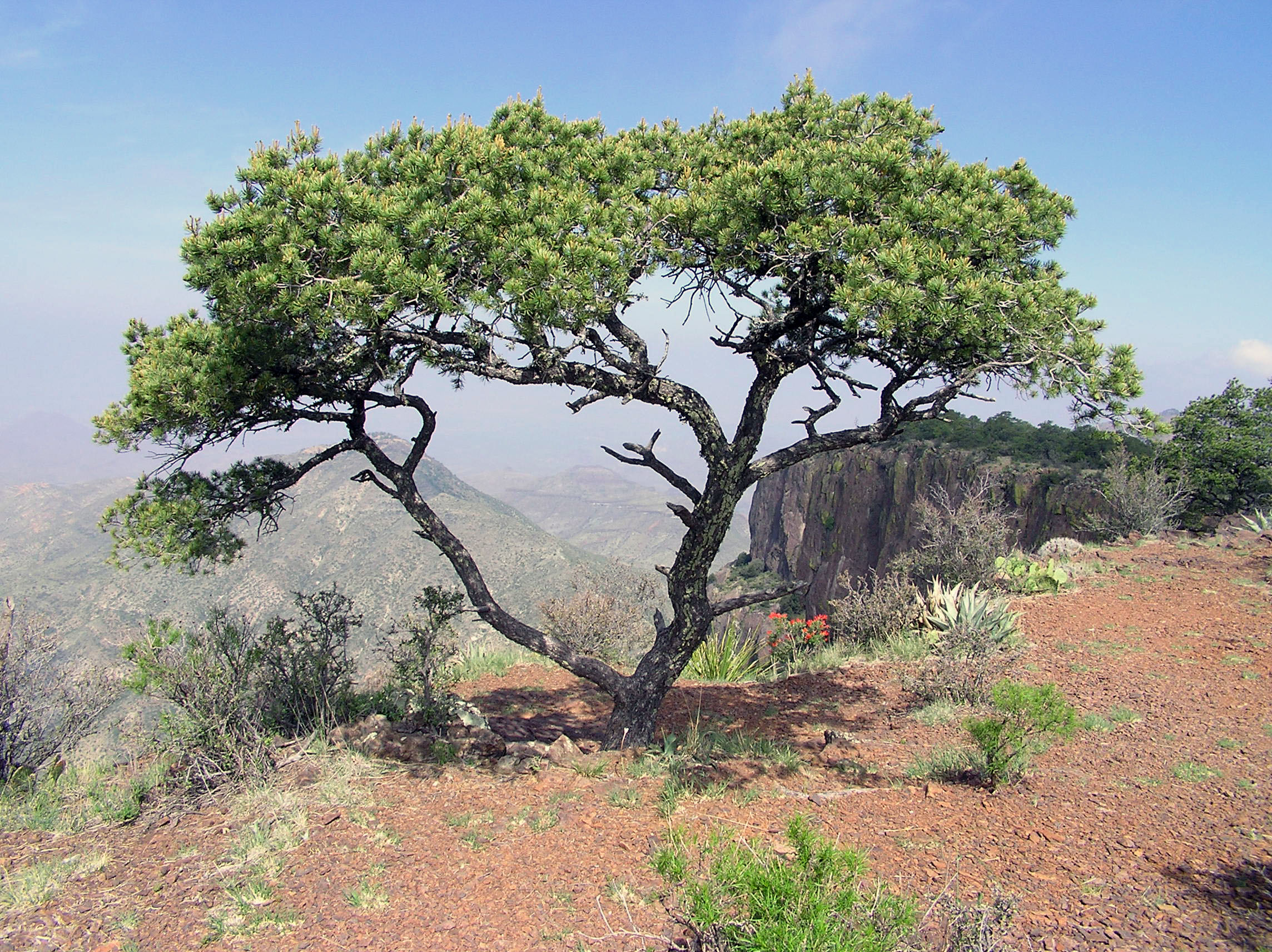
Pinus cembroides, Національний парк Біг-Бенд, Техас.
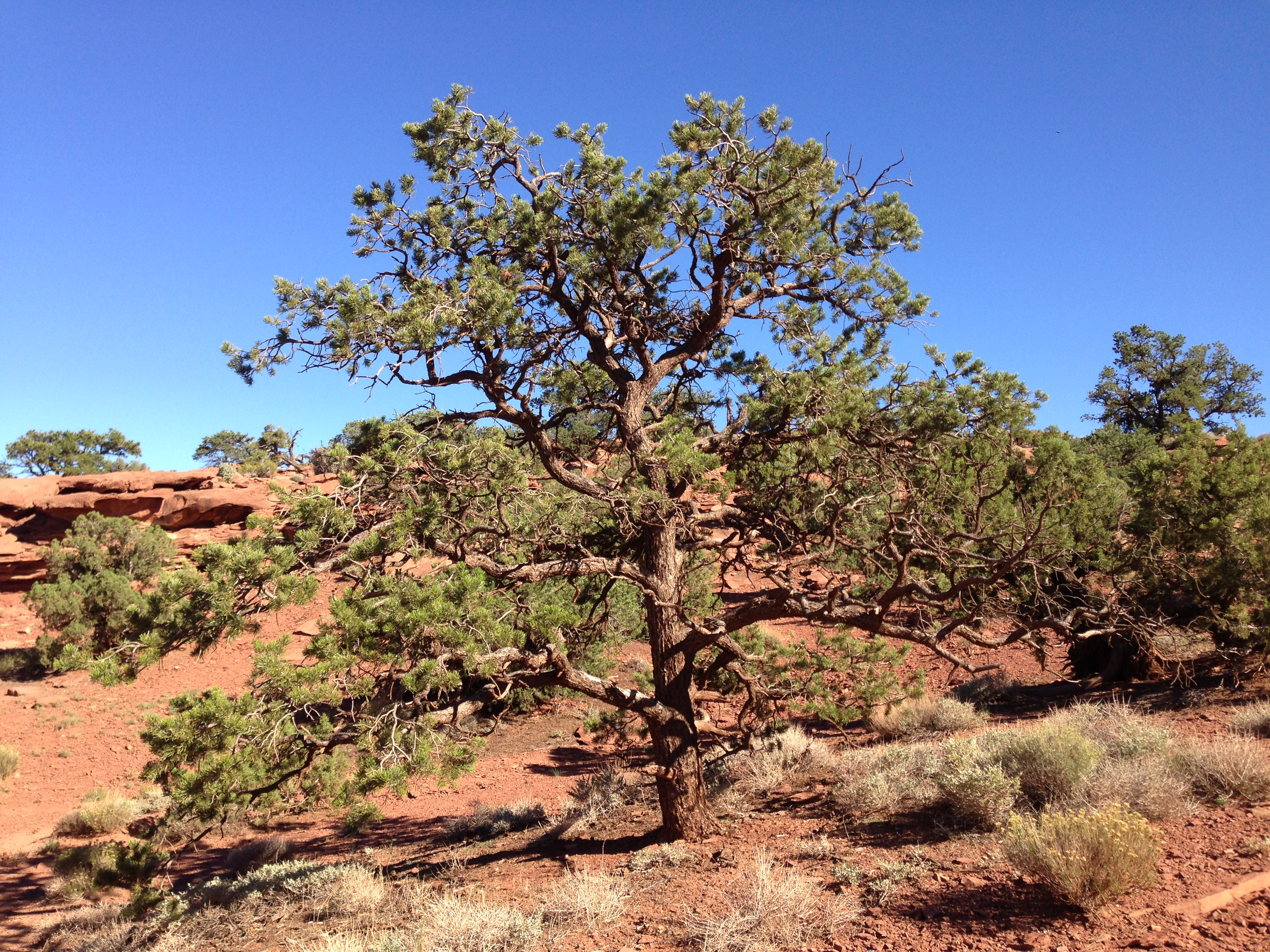
Pinus edulis у Національному парку Капітолійський риф